# ضفيرة وريدية محلاقية
الضفيرة المحلاقية هي شبكة أوردة صغيرة متعددة توجد في الحبل المنوي في الإنسان. تتكون هذه الضفيرة من اتحاد أوردة منوية متعددة من خلف الخصية ومن روافد البربخ.
أوردة الضفيرة تصعد على طول الحبل أمام الأسهر. أسفل الحلقة الأربية السطحية تقوم هذه الأوردة بالاتحاد لتكوّن ثلاثة أو أربعة أوردة، ثم تقوم هذه بالعبور خلال القناة الأربية، وتدخل البطن من خلال الحلقة الأربية الغائرة وتتجمع لتكوّن وريدين. يقوم هذان الوريدان مجددًا بالاتحاد ليكوّنا وريدًا واحدًا الذي يسمى الوريد الخصوي، ويقوم بالارتباط مع الوريد الأجوف السفلي في الجزء الأيمن من الجسم، أو يقوم بالارتباط مع الوريد الكلوي الأيسر في الجزء الأيسر من الجسم. وتكوّن هذه الضفيرة الجزء الأكبر من حجم الحبل المنوي.
تقوم هذه الضفيرة بالإضافة إلى الوظيفة المعتادة من إرجاع الدم من الخصية، بلعب دور مهم في تنظيم الحرارة في الخصيتين، حيث تعمل الضفيرة كمركز لاستبدال الحرارة، فتقوم بتبريد الدم في الشرايين المجاورة. تحدث بعض الحالات المرضية عندما تقوم الضفيرة بالزيادة المفرطة في الحجم، وعندئذٍ تسمى هذه الحالة الطبية دوالي الخصية.

## وصلات خارجية
- صور تشريحية:36:st-0701 في مركز داونستيت الطبي التابع لجامعة نيويورك - "المنطقة أربية، الصفن والخصيتين: الأوردة"
- علم الأنسجة (جامعة بوسطن) 17304ooa - "الجهاز التناسلي الذكري: الحبل المنوي، الضفيرة المحلاقية"
- علم الأنسجة (جامعة أوكلاهوما) 81_05 - "الحبل المنوي"
- مقطع عرضي - مختبر التلدين، جامعة فيينا الطبية. pembody/body18b
- درسٌ تشريحي حول inguinalregion مُعدٌ بواسطة ويسلي نورمان (جامعة جورجتاون). (spermaticcord)
- Diagram at جامعة روتجرز